# Mallorie Nicholson
Pour les articles homonymes, voir Nicholson.
Mallorie Nicholson, née le 15 mai 1987, est une céiste canadienne pratiquant la course en ligne.

## Carrière
Aux Championnats du monde 2010 à Poznań (en démonstration) et aux Championnats du monde 2001 à Szeged, Mallorie Nicholson remporte la médaille d'or en C2 500 mètres avec Laurence Vincent-Lapointe.